# Marais-la-Chapelle
Marais-la-Chapelle é uma comuna francesa na região administrativa da Normandia, no departamento Calvados. Estende-se por uma área de 2,41 km². Em 2010 a comuna tinha 110 habitantes (densidade: 45,6 hab./km²).